# Calophya clavuligera
Calophya clavuligera är en insektsart som beskrevs av Burckhardt och Basset 2000. Calophya clavuligera ingår i släktet Calophya och familjen Calophyidae. Inga underarter finns listade i Catalogue of Life.